# 1432 Ethiopia
1432 Ethiopia è un asteroide della fascia principale. Scoperto nel 1937, presenta un'orbita caratterizzata da un semiasse maggiore pari a 2,3816115 UA e da un'eccentricità di 0,2264266, inclinata di 8,27639° rispetto all'eclittica.
L'asteroide prende il nome dall'omonimo stato africano.